# Никарагуа на летних Олимпийских играх 1984
Никарагуа принимала участие в Летних Олимпийских играх 1984 года в Лос-Анджелесе (США) в пятый раз за свою историю, но не завоевала ни одной медали. Сборная страны состояла из 24 спортсменов (все — мужчины).

## Результаты соревнований

### Бейсбол
Спортсменов — 19
Сборная Никарагуа попала на Игры, став серебряным призёром Панамериканских игр 1983.
- Луис Араус
- Хуан Гармендес
- Каэтано Гарсия
- Томас Гусман
- Ариэль Дельгадо
- Леонардо Карденас
- Аполинар Крус
- Франсиско Крус
- Хулио Медина
- Хайме Миранда
- Хулио Мойя
- Арнольдо Муньос
- Диего Раудес
- Хулио Сесар Санчес
- Хуан Сентено
- Ричард Тейлор
- Сесар Чаваррия
- Роберто Эспино
- Хулио Эспиноса

Синяя группа
| Место | Команда          | В | П | ПВ | ПП |
| ----- | ---------------- | - | - | -- | -- |
| 1     | Япония           | 2 | 1 | 25 | 7  |
| 2     | Республика Корея | 2 | 1 | 10 | 9  |
| 3     | Канада           | 1 | 2 | 10 | 11 |
| 4     | Никарагуа        | 1 | 2 | 11 | 29 |

| Команда   | 1 | 2 | 3 | 4 | 5 | 6 | 7 | 8 | 9 | 10 | 11 | 12 | Всего |
| --------- | - | - | - | - | - | - | - | - | - | -- | -- | -- | ----- |
| Канада    | 0 | 1 | 0 | 0 | 0 | 0 | 1 | 0 | 0 | 0  | 0  | 1  | 3     |
| Никарагуа | 1 | 1 | 0 | 0 | 0 | 0 | 0 | 0 | 0 | 0  | 0  | 2  | 4     |

| Команда   | 1 | 2 | 3 | 4 | 5 | 6 | 7 | 8 | 9 | Всего |
| --------- | - | - | - | - | - | - | - | - | - | ----- |
| Никарагуа | 0 | 0 | 0 | 0 | 0 | 0 | 0 | 1 | 0 | 1     |
| Япония    | 0 | 7 | 0 | 1 | 1 | 4 | 0 | 6 | Х | 19    |

| Команда          | 1 | 2 | 3 | 4 | 5 | 6 | 7 | 8 | 9 | Всего |
| ---------------- | - | - | - | - | - | - | - | - | - | ----- |
| Никарагуа        | 0 | 2 | 0 | 0 | 2 | 2 | 0 | 0 | 0 | 6     |
| Республика Корея | 2 | 0 | 0 | 0 | 2 | 1 | 0 | 2 | Х | 7     |

### Бокс
Спортсменов — 3
| Категория | Спортсмены          | Первый раунд       | Второй раунд                                                    | 1/8 финала           | Четвертьфинал        | Полуфинал            | Финал                | Место |
| Категория | Спортсмены          | Соперник Результат | Соперник Результат                                              | Соперник Результат   | Соперник Результат   | Соперник Результат   | Соперник Результат   | Место |
| --------- | ------------------- | ------------------ | --------------------------------------------------------------- | -------------------- | -------------------- | -------------------- | -------------------- | ----- |
| до 54 кг  | Густаво Крус        |                    | Стар Зулу (ZAM) П 0-5 (58-60, 57-60, 56-60, 56-60, 56-60)       | Завершил выступление | Завершил выступление | Завершил выступление | Завершил выступление | 17    |
| до 60 кг  | Омар Адольфо Мендес |                    | Пернелл Уитакер (USA) П 0-5 (53-60, 56-60, 54-60, 52-60, 53-60) | Завершил выступление | Завершил выступление | Завершил выступление | Завершил выступление | 17    |
| до 71 кг  | Марио Сентено       |                    | Тихару Огивара (JPN) П KO 1 раунд, 2:59                         | Завершил выступление | Завершил выступление | Завершил выступление | Завершил выступление | 17    |

### Тяжёлая атлетика
Спортсменов — 2
| Спортсмен       | Категория | Масса | Рывок | Рывок | Рывок | Толчок | Толчок | Толчок | Всего | Место |
| Спортсмен       | Категория | Масса | 1     | 2     | 3     | 1      | 2      | 3      | Всего | Место |
| --------------- | --------- | ----- | ----- | ----- | ----- | ------ | ------ | ------ | ----- | ----- |
| Альфредо Пальма | до 60 кг  | 58,20 | 90    | 95    | 95    | 120    | 120    | 125    | 210   | 17    |
| Луис Салинас    | до 100 кг | 99,65 | 130   | 130   | 130   | —      | —      | —      | DSQ   | —     |